# برحي
تمر البرحي هو أحد أصناف التمور المحلية في المملكة العربية السعودية، وهي ثمرة لشجرة أصلها من العراق، جلبها إلى شبه الجزيرة العربية أهالي عنيزة في منطقة القصيم بالمملكة، ولها عندهم وفي المملكة بشكل عام منزلة كبيرة.

## نخل تمر البرحي
تنتشر أشجار نخل البرحي في الوقت الحالي في معظم مناطق المملكة، وهي من الأشجار الضخمة؛ وتتمتع بجريد طويل، وقنوانها طويلة ومتينة، وثمرتها هي تمر البرحي، وهو تمر متوسط الحجم، سعره في الغالب مرتفع، ويأخد شكلًا أسطوانيًا قصيرًا يميل إلى الكروي، كما تتميز تمرة البرحي بقوام غليظ قليلًا، ويميل لونها إلى الأصفر المشمشي، وعند نموها وفي طور الرطب تتحول  إلى اللون الكهرماني أو العسلي الشفاف، والتمر يميل إلى البني الخفيف. وتُعرف نخلة البرحي بوفرة محصولها من التمر؛ إذ يبلغ متوسط إنتاج النخلة الواحدة سنويًّا نحو 250 كجم، تؤكل زهوًا ورطبًا وتمرًا، ونضجها متأخر.

### مزايا نخلة البرحي
تعد نخلة البرحي من الأصناف الأساسية في نخيل العراق. وتتميز هذه النخلة بجذع غليظ ومتین، وسعفها أخضر اللون ولامع، مع انحناء طفيف. يتراوح طول السعفة بين 3.8 متر و 4.45 متر. أما العرجون فهو يتميز بلونه الأصفر المخضر الذي يتحول إلى البرتقالي، ويبلغ طوله 240 سم، وعرضه 6.4 سم، وسمكه 2.6 سم.
تحتوي النخلة على 142 شمراخًا (سباطة) في القطف الواحد، ويبلغ طول الشمراخ 78 سم، وعرضه 3.7 ملم، وسمكه 3 ملم. يتم توزيع الأزهار على الشمراخ بمسافة مشغولة تبلغ 42 سم، ويحتوي الشمراخ الواحد على 45 زهرة.
قواعد الكرب (التي تخرج منها السعف) عريضة وخضراء، بينما تكون القواعد القديمة منها باللون الأحمر الداكن. أما الأشواك فيبلغ عددها ما بين 28 إلى 36 شوكة، ويصل طول الأشواك في أعلى السعفة إلى 2-4 سم، وفي أسفل السعفة إلى 8-12 سم. يتراوح طول الخوص بين 60 إلى 72 سم، وعرضه يتراوح بين 4.5 إلى 5 سم.
تتمتع نخلة البرحي بقدرة على تحمل الملوحة إلى حد معين، كما أنها تتحمل الجفاف بشكل جيد، وتعتبر متوسطة التحمل للصقيع.
أما من حيث الإنتاجية، فإنتاجية نخلة البرحي تتراوح بين 80 إلى 120 كيلوغرامًا. بالإضافة إلى ذلك، تطرح النخلة بين 6 إلى 8 فسائل.

## صفات تمر البرحي:
تعد تمور البرحي من أهم أصناف التمور في المملكة؛ فهي إلى جانب شهرتها في الأوساط الاجتماعية، تخضع للمواصفات القياسية الاسترشادية لمعايير جودة التمور في المملكة، التي تضعها وزارة البيئة والمياه والزراعة لتسهيل التجارة المحلية والدولية، وتشجيع الإنتاج عالي الجودة وتحسين العائد الاقتصادي للمنتجين والمصدرين وحماية مصالح المستهلكين.وإلى جانب 16 صنفًا من التمور في المملكة؛ تطابق تمور البرحي مع معايير الجودة الزراعية للتمور من قبل المنتجين والتجار والمستوردين والمصدرين.
بشكل عام، تحولت شروط تعبئة وبيع هذه التمور، والتي كانت تتم تقليديًا في السنوات السابقة، اليوم، مع الاستثمارات المناسبة، نحو تعبئة آلية ومعيارية أكثر، وانتقيت يدويًا إحدى المجموعات الرائدة في الإنتاج والحصاد والتعبئة صناعة أنواع التمور بما في ذلك تمور البرحي وتوزيع أجود وأعلى جودة تمور البرحي في العراق ودول أخرى في العالم.
يحتوي لب تمر البرحي على نسبة جيدة من السكر ويستخدم هذا اللب على نطاق واسع في صناعة الأغذية والمشروبات. على الرغم من أن مذاقه خشن بعض الشيء، إلا أنه يمكن تناوله لأنه حلو بدرجة كافية. تمور البرحي لها مذاق حلو وهي من أفضل التمور في العالم ولها طعم لذيذ للغاية. يبلغ وزن كل تمره حوالي 8 جرامات، بالطبع، هذه التمر تحتوي على قوام أكثر لحمة أو أكبر، وهذا هو السبب في تصنيف هذا المنتج على أنه من الدرجة الأولى والثانية في النظام الصحي للفواكه.

## مزايا تمور صنف برحي:
1. الصنف برحي من الأصناف المبكرة بالتزهير والنضج .
2. لون ثمرة البرحي في مرحلة الجمري أخضر اللون .
3. لون ثمرة البرحي في مرحلة الخلال أصفر .
4. لون ثمرة البرحي في مرحلة الرطب بني كهرماني .
5. لون ثمرة البرحي في مرحلة التمر كهرماني بني محمر .
6. طول ثمرة البرحي 3.2 إلى 3.7 سم .
7. قطر ثمرة البرحي 2.3 سم .
8. سمك اللحم الثمري 5 إلى 6 ملم .
9. الثمرة طرية ونصف شفاف .
10. لون النواة بني فاتح إلى بني خشبي .
11. ثمرة البرحي في مرحلة الخلال ( البسر ) حلوة المذاق سكرية وذلك لمحتواها العالي من السكروز.
12. ثمرة البرحي في مرحلة الخلال متماسكة ومتوسطة الصلابة .
13. ثمرة البرحي في مرحلة التمر حلوة المذاق وذات نكهة خاصة .[5]

## فئات و أوزان تمر البرحي:
تندرج  تمور البرحي تحت ثلاث فئات رئيسة هي: الممتازة والأولى والثانية، ففي الممتازة يقدر الوزن الأدنى للتمرة الواحدة بـ7 جم، وفي الـ 500 جم بـ 71 تمرة.وفي الفئة الأولى لا يقل الحد الأدنى لوزن التمرة عن 6 جم، وفي الـ 500 جم لا يزيد عدد حبات التمور على 83 تمرة. وفي الفئة الثانية التي تمثل الحد الأدنى في المواصفات القياسية للتمور؛ لا يقل وزن التمرة الواحدة عن 4 جم، وعدد التمور في الـ 500 جم 125 حبة.وتُصنف تمور البرحي بأنها تمور أحادية السكر؛ أي أن معظم محتواها من السكر هو على هيئة سكريات أحادية مكونة من الجلوكوز والفركتوز.

## فوائد تمر البرحي:

### 1- تحسين الهضم
عند تناول 100 جرام من البلح الأصفر، يحصل الجسم على 7 جرامًا من الألياف الغذائية، التي تساعد على تحسين حركة الأمعاء وتسهيل عمليتي الهضم والإخراج وتقليل فرص الإصابة باضطرابات الجهاز الهضمي، مثل الإمساك.
وأظهرت نتائج دراسة، أن تناول ثمرة واحدة من البلح الأصفر يوميًا لمدة 21 يومًا، ساهم في تعزيز حركة الأمعاء وتنظيم عملية التبرز لدى المشاركين، البالغ عددهم 22 شخصًا.

### 2- الوقاية من الأمراض المزمنة
يلعب البلح البرحي دورًا كبيرًا في الحد من الإصابة بالأمراض المزمنة، نظرًا لاحتوائه على نسبة عالية من مضادات الأكسدة، أبرزها:
- الفلافونيد: يمنع زيادة الالتهابات في الجسم ويخفض نسبة إنترلوكين IL-6، الذي ارتبطت مستويات عالية بخطر الإصابة بمرض ألزهايمر، ووجدت بعض الدراسات، أن يوفر حماية ضد داء السكري.
- حمض الفينول: يقي من السرطان والنوبة القلبية، بفضل قدرته الكبيرة على مكافحة الإجهاد التأكسدي الذي تتعرض له خلايا الجسم.
- الكاروتينات: تمثل أهمية كبيرة لصحة العين، حيث تقلل من فرص إصابتهما بأمراض التنكس البقعي، مثل الجلوكوما.
قد يهمك أيضًا: 10 فوائد مذهلة لعصير التمر باللبن.. إليك طريقة تحضيره

### 4- تقوية العظام
يتميز البلح البرحي باحتوائه على معادن تعمل على تقوية العظام وزيادة كثافتها وحمايتها من الإصابة بالكسور والهشاشة، مثل الكالسيوم والفسفور والماغنسيوم والبوتاسيوم.
اقرأ أيضًا: 10 فوائد مذهلة لنواة البلح.. إليك طريقة تناولها

### 5- ضبط سكر الدم
يمكن الاعتماد على البلح البرحي، للسيطرة على مستويات السكر في الدم، لاحتوائه على الألياف الغذائية المسئولة عن إبطاء امتصاص الجسم للكربوهيدرات، بالإضافة إلى مضادات الأكسدة التي تساعد على البنكرياس على قيام بوظائفه الحيوية، المتمثلة في إنتاج هرمون الإنسولين اللازم لضبط نسبة الجلوكوز في الجسم.
قد يهمك: رغم فوائده الصحية.. أضرار قد لا تعرفها عن البلح

### 6- إنقاص الوزن
يعتبر البلح البرحي من الفواكه المناسبة لمتبعي الدايت، حيث يمكن تناوله كوجبة خفيفة في منتصف اليوم بدلًا من الحلوى، لأنه يحتوي على الألياف، وهي من العناصر الغذائية التي يحتاجها الجسم في الرجيم، للشعور بالشبع والامتلاء لساعات طويلة.

### القيمة الغذائية لثمار البرحي في مرحلة الرطب:
- معدل وزن الثمرة % 8.2 غم
- نسبة البذور % 8 %
- السكريات المختزلة % 63.4 %
- سكروز % صفر
- سكريات كلية % 63.4 %
- أما أهم العناصر الغذائية فهي البوتاسيوم و الصوديوم و الفوسفور و الحديد و المغنيسيوم و المنغنيز[5]

## سبب تسمية نخلة البرحي بهذا الأسم:
ذكر عبد الجبار بكر في كتابه نخلة التمر نقلا عن الشيخ عبد القادر باش اعيان عن اصل تسمية نخلة البرحي او (صنف البرحي) الذي تجود زراعته وانتاجه ويتميز بجودته في العراق وفي العالم حيث ذكر بأن اصلها دقلة (دكلة) نبتت من نواة قبل مائة عام (المصدر 1964) واول ظهورها كان عند اسرة آل زيدان من بيوتات ابي الخصيب المعلومة في مدينة البصرة في ارض خاصة لهم اجروا لها اعمارا واصلاحا  اقتطعوها من تل بعد ان ازيح ترابه فصارت ارضا براحا ومن المصادفة فأن بذرة او نواة من نوى  التمر قد نبتت في تلك الارض البراح ونمت بشكل جيد وامتازت بنشاطها وحيويتها وجمال منظرها فاعتنوا بها حتى حان وقت اثمارها فأعطت ثمرا لم يسبق ان شاهدوا له مثيلا في الجودة ولذلك اطلقوا على هذه النخلة وصفها الجديد (برحي) لنموها في ارض البراح .
من ارشيف الدكتور ابراهيم الجبوري / جامعة بغداد / كلية الزراعة. حقائق ومعلومات عن النخيل.

## نخل البرحي بالسعوديه:
تشتهر المملكة العربية السعودية بإنتاج التمور، حيث تمتلك أكثر من 25 مليون نخلة، وتنتج أكثر من 2.5 مليون طن من التمور سنويا
وهناك العديد من أنواع التمور التي تنتجها السعودية، ولكن هناك بعض الأنواع التي تتميز بجودتها العالية وطعمها اللذيذ، ومن هذه الأنواع